# Jakob Baumann (Politiker)
Jakob Baumann (* 21. Mai 1881 in Schafisheim; † 23. August 1942 ebenda; heimatberechtigt in Schafisheim) war ein Schweizer Politiker (BGB) und Landwirt. Er vertrat von 1919 bis zu seinem Tod den Kanton Aargau im Nationalrat.

## Biografie
Der Sohn des gleichnamigen Landwirts absolvierte die Landwirtschaftliche Schule in Brugg und daran anschliessend ein «Welschlandjahr». Er übernahm den landwirtschaftlichen Betrieb seines Vaters in Schafisheim, zu dem auch ein Gasthof gehörte. 1909 wurde er in den Aargauer Grossen Rat, dem er ununterbrochen bis zu seinem Tod angehörte. In den Jahren 1931/32 war er Grossratspräsident. Baumann war zu Beginn Mitglied der FDP, gehörte dann aber 1919 zu den Gründungsmitgliedern der Aargauer BGB, die er bis 1934 präsidierte.
Ebenfalls 1919 erfolgte Baumanns Wahl in den Nationalrat, als einer der ersten BGB-Vertreter überhaupt. Im Parlament gehörte er unter anderem der Geschäftsprüfungskommission, der Staatsrechnungskommission und der Begnadigungskommission an. Sein Hauptaugenmerk galt der Agrarpolitik. Von 1930 bis 1936 war er Redaktor der Zeitung Freie Schweizer Presse.
Neben der Politik übte Baumann mehrere weitere Tätigkeiten aus. Er war Präsident der Landwirtschaftlichen Genossenschaft Schafisheim, Verwaltungsrat der Hypothekarbank Lenzburg und der Aargauischen Elektrizitätswerke sowie Vorstand und von 1920 bis 1927 Präsident der Aargauischen Fleckviehgenossenschaften. Ab 1933 war er im leitenden Ausschuss des Schweizerischen Bauernverbandes.